# Novalaetesia
Novalaetesia is een geslacht van spinnen uit de familie hangmatspinnen (Linyphiidae).

## Soorten
De volgende soorten zijn bij het geslacht ingedeeld:
- Novalaetesia anceps Millidge, 1988
- Novalaetesia atra Blest & Vink, 2003